# Carl Christoph Frauenlob
Carl Christoph Frauenlob (* 15. September 1708 in Dresden; † 11. Juli 1781 in Ulm) war ein Stück-, Rot- und Glockengießer in Ulm.

## Leben
Carl Christoph Frauenlobs Vater, Johan Christoph Frauenlob, war Soldat in der Kompanie des Hauptmann von Richard. Carl Christoph Frauenlob besuchte das Gymnasium in Dresden, begann 1724 eine sechsjährige Lehre bei Johannes Goed und wanderte 14 Jahre über Breslau, Graz, Klagenfurt, Innsbruck, München, Regensburg, Passau, Linz und Augsburg, bis er 1744 nach Ulm zu Gottlieb Korn kam.
Am 6. April 1745 erwarb er das Ulmer Bürgerrecht und heiratete am 20. April die Witwe des David Wilhelm Korn. Er assoziierte sich im gleichen Jahr mit dessen Vater, Gottlieb Korn. 1756 wurde sein Sohn Thomas Frauenlob geboren.
An Gemeinschaftsarbeiten haben sich drei Glocken in Urspring von 1746, zwei in St. Laurentius Allmendingen (Kleindorfer Kirche) sowie eine in Nerenstetten von 1752 erhalten; abgegangen sind zwei in Asselfingen von 1752 sowie je eine in Ettlenschieß und Sinabronn von 1759 und in Niederstotzingen von 1762. 1753 lieferten sie für das dortige Schloss die Wasserleitung für den Springbrunnen.